# 传说 (2010年电视剧)
《传说》是2010年8月15日至2010年9月6日由中国中央电视台电视剧频道（CCTV-1）播出的一部42集神话电视连续剧。本剧取材于古籍《山海经》以及部分民间传说。原本该剧名为《华夏演义》、《远古的传说》以及《天女散花》，后来正式开播时将其正式命名为《传说》。内容讲述中华民族人文始祖的英雄传奇。

## 剧情
《傳說》是一部描述上古時期華夏文明浪漫列傳的大型神話電視連續劇，主要講的是盤古開天後，人間部落因爭鬥產生瘟疫，為尋求戰勝瘟疫的辦法，玉帝之妹花神和炎帝經歷千難萬險，遠走五嶽天池，尋求凈土真水，最終用天庭的種子讓鮮花開滿人間、解救蒼生的故事。全劇融合了中華民族的上古傳說，比如《女媧補天》、《後羿射日》...等神話融為一體。同時加入了大量電腦特技，有中國版《指環王》之稱。洪荒時期，黃帝、炎帝、蚩尤三大部落爭取天下。炎帝部落老首領之子熾因不滿父親將首領之位傳於身世不明的炎而發動叛亂。炎帝平息了叛亂後，熾下落不明。不久，炎帝被黃帝打敗之後，突然隱姓埋名遠走他鄉。多年後炎帝化名為神農，嘗百草救世人。多年後，熾化名為瘟神，處處與神農作對，更制造出瘟疫，禍害世人，令神農苦苦無法破解。

## 登场角色
| 角色     | 演員   |
| 花神     | 文清   |
| 神农     | 焦恩俊 |
| 黄帝     | 丁军   |
| 女娲     | 刘佳   |
| 伏羲     | 刘德凯 |
| 二仙女   | 吴辰君 |
| 玉帝     | 廖京生 |
| 赵玄明   | 李博   |
| 宝娘     | 白荟   |
| 若兮     | 徐筠   |
| 五仙女   | 王珂   |
| 六仙女   | 陈洁   |
| 王母     | 池华琼 |
| 杜康     | 李晓枫 |
| 蚩尤     | 韩东   |
| 龙太子   | 赵鸿飞 |
| 太白金星 | 高玉庆 |
| 红姑娘   | 张春燕 |
| 太上老君 | 王琇强 |
| 土地     | 陈三木 |
| 句芒     | 杨金承 |
| 祝融     | 宋洋   |
| 大仙女   | 王文琳 |
| 四仙女   | 孙亚男 |
| 三仙女   | 周想   |
| 七仙女   | 刘然   |
| 门神郁垒 | 李缘   |

## 职员列表
- 总顾问：杨伟光、李准、刘上洋
- 出品人：钟建华、张华、马润生、熊诚、江泊、朱子云、崔淑雯
- 总监制：周文、张海潮、愈向党、肖立军、崔淑雯、张林林、张金锋、陈高宏、李仁杰
- 总策划：关小群、张鲁燕、沈钧、张跃明、王冰、程春丽、刘小龙、刘凯、唐明怡
- 总制片人：熊诚、江泊、崔淑雯
- 责任制片人：武丹丹、崔淑雯、张金锋、邵翔
- 责任编辑：彭景泉
- 片名题字：钟建华
- 文学统筹：张金锋
- 监制：周壮、杨瑞、邓斌、是科圣、彭德清
- 策划：张宝旌、钟代林、陈卫东、王华莹、何培龙
- 运营统筹：肖方敏、谢文辉、吴刚、孙琳
- 执行制片人：张勇
- 制片主任：张萍、唐明霞
- 总发行人：张娴、熊殷
- 导演/摄影指导：林建中（台湾）
- 美术设计：刘兵
- 武术指导：陈伟滔
- 化装/造型/服装设计：陈敏正
- 照明设计：李新民、白永成
- 录音师：翟立新
- 作曲：刘天华
- 编剧：水能沉、秦石、宋晋川
- 艺术总监：高建民
- 制片人/艺术指导：熊诚
- 导演：吴家骀（台湾）
- 发行许可证：(泸) 剧审字 (2010) 第018号

## 電視劇歌曲
| 曲序 | 曲目                 |        | 作曲   | 演唱          |
| ---- | -------------------- | ------ | ------ | ------------- |
| 1.   | 《苍穹》（片头曲）   | 秦石   | 付笛生 | 付笛生        |
| 2.   | 《三生石》（片尾曲） | 张世彬 | 张世彬 | 焦恩俊&周奇奇 |